# Nablo-Djassa
Nablo-Djassa, également orthographié Nablo-Diassa, est une localité située dans le département de Banzon de la province du Kénédougou dans la région des Hauts-Bassins au Burkina Faso.

## Géographie
Nablo-Djassa est situé à environ 5 km au nord-ouest de Banzon.

## Santé et éducation
Le centre de soins le plus proche de Nablo-Djassa est le centre de santé et de promotion sociale (CSPS) de Banzon tandis que le centre médical avec antenne chirurgicale (CMA) le plus proche est à Orodara et que le centre hospitalier régional (CHR) est le CHU Souro-Sanon de Bobo-Dioulasso.
Le village possède une école primaire publique.